# 鲍国昌
鲍国昌，1894年生，另说1902年生，卒年待考，民国上海制药业、化工业巨头，信谊药厂老板，一生经历颇富传奇，经历上海、香港、美国、南美。

## 生平
大清光绪年间生于宁波府鄞县（另说生于上海）基督教世家，与商务印书馆鲍哲才家族同宗，父亲浙东大地主，在鲍幼年时就去世，母亲是虔诚基督徒。鲍自小在上海长大，考入法国天主教会在上海创办的圣芳济书院，故而精通法语、英语。1921年，考入法国天主教会办之震旦大学医学预科。1922年，入震旦大学医学院眼科学习，1925年毕业。1925年入职英商怡和洋行，初任“跑楼”，后升任买办。又经营上海建筑业和房地产业，是沪上营造业的大业主，宁波方言谓“大包公头”。还给沪上富商子弟补习法语、英语赚取酬金。大力赞助上海守真堂。亦兼任大众笔厂、汉文正楷印书局等多个企业董事。
1930年，鲍盘下德籍俄商霞飞的信谊药房，挂牌信谊化学药厂，生产维生素、麻醉剂和各种西药多达23种，是民国最大制药厂。今上药集团信谊药厂即为鲍的实业遗产。1941年在山东烟台设分部。
1946年因政局获得美国政府特许避居美国。1947年回沪，持资本100亿元，再任信谊药厂董事长兼总经理。1948年辞职，迁居香港，因国共内战将产业转往香港，在香港投资制药业。后自香港赴南美经营实业，据传在巴西办汽车维修厂，又侨居乌拉圭成为大农场主。1985年曾回上海访问信谊药厂同仁，捐赠30万元作信谊药厂职工福利。

## 家族
其家族与商务印书鲍家同宗。其兄鮑國樑亦有接手制药业，曾任信谊董事长，并娶美籍华人诺贝尔物理学奖得主李政道家族结亲，娶李复生妻兄的二女儿为妻。其妻杨玉青2011年90岁仍健在，居乌拉圭。